# Легенды русского рока
«Леге́нды ру́сского ро́ка» — серия ретроспективных коллекционных альбомов-сборников групп русского рока, выпускаемая с 1996 года лейблом Moroz Records. Серия была задумана продюсерами Константином Преображенским и Василием Гавриловым. Для каждой группы или исполнителя был подготовлен отдельный альбом в серийном оформлении, разработанном Василием Гавриловым.
Сборники были выпущены в виде аудиокассет и «золотых» CD с многостраничными буклетами. Буклеты содержат иллюстрированные биографии музыкантов, полные дискографии, фотографии (в том числе прежде неизвестные) и краткий литературоведческий анализ текстов. Как правило, одновременно выпускались 6 альбомов, в том числе и подарочное издание в бокс-сетах по 6 компакт-дисков. Помимо основного серийного оформления диски параллельно выпускались и в других, более бюджетных вариантах. В частности, выпускалась параллельная серия «Золотая коллекция Moroz Records. Легенды русского рока», с тем же набором исполнителей и треков, а также логотипом «Легенды русского рока», но в принципиально другом оформлении.
Создатели серии стремились создавать разнообразие по географическому признаку, по времени основного творческого периода и по стилевым чертам представленных групп в рамках одного бокс-сета.
Статью для буклета о группе «Аквариум» написал известный журналист Илья Смирнов, а биографию Александра Башлачёва — Анастасия Рахлина, гражданская жена музыканта. В отборе композиций для сборников принимали участие и сами музыканты (например, Борис Гребенщиков).
Серия быстро набрала популярность, вследствие чего вскорости начали появляться пиратские сборники под тем же заголовком, но с несколько иным оформлением.
В 2000 году серия впервые была выпущена на 5 дисках в формате mp3. Продолжение (диски 6, 7, 8) вышли в 2002 году, а диск 9 вышел в 2007. Первый и второй диски были перевыпущены заново в 2006 году.
В 2001—2005 годах выходила серия из 6 дисков, озаглавленная «Легенды русского рока. The best». В неё вошло ограниченное число треков, отобранных из уже вышедших альбомов. Первые две части вышли в 2001 году, остальные четыре — в 2005.
В 2013 году компания Moroz Records официально объявила о возрождении серии в формате тяжёлого винила. Переиздание в формате LP будет осуществляться в несколько этапов. Ответственной за издание винила стала компания «Ультра Продакшн», входящая в состав «Мультимедиа Холдинга». Пилотным номером стал двойной альбом группы «Воскресение». Релиз альбома состоялся в ноябре 2013 года.

## Легенды русского рока — 1
| CD1: Кино — 1996 год 1. Алюминиевые огурцы 2. Время есть, а денег нет 3. Солнечные дни 4. Бездельник 5. Мои друзья 6. Транквилизатор 7. Прогулка романтика 8. Мама-Анархия 9. Фильмы 10. Хочу перемен 11. Электричка 12. Троллейбус 13. Последний герой 14. Группа крови 15. Звезда по имени Солнце 16. Бошетунмай 17. Пачка сигарет 18. Следи за собой 19. Легенда | CD2: Зоопарк — 1996 год 1. Сладкая N 2. Дрянь 3. Страх в твоих глазах 4. В тот день 5. Пригородный блюз 6. Гопники 7. Если ты хочешь 8. Blues De Moscou 9. Если будет дождь 10. Когда я знал тебя совсем другой 11. Лето 12. Песня Гуру 13. D.K.Danc (Мажорный рок-н-ролл) 14. Буги-вуги каждый день 15. Песня простого человека 16. 21-й дубль 17. Всё в порядке (старые раны) 18. Я возвращаюсь домой 19. 6 утра 20. Завтра меня здесь не будет (мой медленный поезд) 21. Выстрелы | CD3: Воскресение — 1996 год 1. Всё сначала 2. Кто виноват? 3. По дороге разочарований 4. В жизни, как в тёмной чаще 5. Я ни разу за морем не был 6. Друзьям 7. Сон 8. Лето 9. Сколько было звёзд 10. Так бывает 11. Вера, Надежда, Любовь 12. Солдат Вселенной 13. Хороший парень 14. Случилось что-то 15. Есть у меня 16. Поезд |

| CD4: Крематорий — 1996 год 1. Белые столбы 2. Лепрозорий 3. Маленькая девочка 4. Твари 5. Таня 6. Бомба 7. Sexy Cat 8. Зомби 9. Разбитое сердце 10. Крематорий 11. Палковводец Красс 12. Калигула 13. Hare Rama 14. Хабибулин 15. Кондратий 16. Павлик Морозов 17. Последний шанс (Собачка) 18. Брат во Христе 19. Мусорный ветер 20. Аутсайдер 21. Стрёмный корабль 22. Безобразная Эльза 23. Клубника со льдом 24. Ура! 25. Сто лет прожитых зря | CD5: Алиса — 1996 год 1. Стерх 2. Паскуда 3. Плач 4. Экспериментатор 5. Солнце встаёт 6. Моё поколение 7. Мы держим путь в сторону леса 8. Театр теней 9. Всё это Rock’n’Roll 10. Ко мне 11. Соковыжиматель 12. Меломан 13. Красное на чёрном 14. Дурак 15. Всё в наших руках | CD6: Nautilus Pompilius — 1996 год 1. Разлука 2. Эта музыка будет вечной 3. Летучий фрегат 4. Алчи-Алчи 5. Казанова 6. Взгляд с экрана 7. Скованные одной цепью 8. Князь тишины 9. Я хочу быть с тобой 10. Шар цвета хаки 11. Бриллиантовые дороги 12. Тихие игры 13. Прогулки по воде 14. На берегу безымянной реки 15. Летучая мышь 16. Тутанхамон 17. Титаник 18. Дыхание 19. Прощальное письмо |

## Легенды русского рока — 2
| CD1: Александр Градский и группа Скоморохи — 1997 год 1. Ничто в полюшке 2. Синий лес 3. Беранже II 4. Я — Гойя 5. Любимая… наступает рассвет… чуть изменённая… одинокий… 6. Песня о друге 7. Бессмертье 8. Обстановочка 9. В полях под снегом и дождём 10. В твоих глазах 11. Ночные 12. «По четвергам старик приходит…» 13. К России 14. России… я хочу быть понят моей страной 15. Зимнее утро (Как не в своем рассудке…) 16. Зимняя ночь 17. Антиперестроечный блюз 18. Памяти поэта (О В. Высоцком) 19. Песня без названия 20. Южная прощальная | CD2: Калинов Мост — 1997 год 1. Уходили из дома 2. Девочка летом 3. Расскажи мне 4. Набекрень голова 5. Интухэ (Точить заступ) 6. Пойдём со мной 7. Даждо (Для его стрелы) 8. С боевыми глазами 9. Сибирский марш 10. Без страха 11. Гон в полдень 12. Честное слово 13. Сберегла 14. Колывань 15. …смеялись дети 16. Назад в подвалы 17. Умолчали | CD3: Ария — 1997 год 1. Волонтёр 2. Тореро 3. Воля и разум 4. Дай руку мне 5. Герой асфальта 6. Улица Роз 7. Бой продолжается 8. Игра с огнём 9. Прощай, Норфолк 10. Антихрист 11. Кровь за кровь 12. Возьми моё сердце 13. Король дороги |

| CD4: Круиз — 1997 год 1. Кто-то же должен 2. Крутится волчок 3. Что поделаешь, работа 4. Я не верил 5. Виза для круиза 6. Не падай духом 7. Дни 8. Только так 9. Монгольфьер 10. Послушай, человек 11. Как скучно жить без светлой сказки 12. Один красив, другой умен 13. Не позволяй душе лениться 14. Стремленья 15. Всем встать 16. Тебя не убили вчера 17. Цыпа | CD5: Карнавал и Александр Барыкин — 1997 год 1. Внезапный тупик 2. Остров 3. Пустое слово 4. Я знаю теперь 5. Мона Лиза 6. Тень печали 7. Карусель 8. Взгляды 9. Мир надежд моих 10. Рок-н-рольный марафон 11. Я играю для вас 12. Спасательный круг 13. Крот 14. Звёздный корабль 15. Эй, смотри 16. Аэропорт 17. Сумерки | CD6: Звуки Му — 1997 год 1. Серый голубь 2. Бумажные цветы 3. 0-1 4. Источник заразы 5. Ремонт 6. Бутылка водки 7. Досуги буги 8. Новосёлы 9. Забытый секс 10. Лень 11. Цветы на огороде 12. Транснадёжность 13. Турист 14. Наташа 15. Люляки баб 16. Гадопятикна 17. Кактус 18. Шуба дуба блюз 19. Не страшный му |

## Легенды русского рока — 3
| CD1: Александр Башлачёв — 1998 год 1. Посошок 2. Время колокольчиков 3. Некому берёзу заломати 4. Петербургская свадьба 5. Лихо 6. Спроси, Звезда 7. Все от винта 8. Хозяйка 9. Грибоедовский вальс 10. Верка, Надька, Любка 11. Слёт-симпозиум 12. Подвиг разведчика 13. Тесто 14. Сядем рядом 15. Как ветра осенние 16. В чистом поле 17. На жизнь поэтов | CD2: Настя — 1998 год 1. Снежные волки 2. Москва 3. Клипсо Калипсо 4. На счастье 5. Стратосфера 6. Сон наяву 7. Золотой дождь 8. Невеста 9. Вниз по течению неба 10. Том Сойер 11. Всему своё время 12. Танец на цыпочках 13. Тацу 14. Море Сиам 15. Ноа Ноа | CD3: Агата Кристи — 1998 год 1. Viva Kalman 2. Танго с дельтапланом 3. Нисхождение 4. Как на войне 5. Айлавью 6. Щекотно 7. Мотоциклетка 8. Ураган 9. Трансильвания 10. Позорная звезда 11. Сирота 12. Кошка 13. Шпала 14. Декаданс 15. Гномы-каннибалы 16. Африканка 17. Праздник семьи 18. Тоска без конца 19. Хали гали кришна 20. Извращение 21. Viva |

| CD4: Аквариум — 1998 год 1. Она может двигать собой 2. 10 Стрел 3. Древнерусская тоска 4. Поезд в огне 5. Город золотой 6. Рок-н-ролл мёртв 7. Мальчик Евграф 8. Аделаида 9. Я — змея 10. 15 голых баб 11. Козлодоев 12. Береги свой хой 13. Электрический пёс 14. Железнодорожная вода 15. Контрданс 16. Глаз 17. Московская Октябрьская 18. Голубой огонёк 19. Никита Рязанский 20. Кострома Mon Amour 21. Таможенный блюз 22. Великая железнодорожная симфония | CD5: Чайф — 1998 год 1. Рок-н-ролл этой ночи 2. Оранжевое настроение 3. Тайный знак 4. Не спеши 5. Не дай мне повод 6. Поплачь о нём 7. Как тебя зовут 8. Но это так 9. Семнадцать лет 10. Вчера была любовь 11. Пусть тебе приснится 12. Пиво 13. Шаляй-валяй 14. Внеплановый концерт 15. Зажги огонь в моих глазах 16. Ковбои 17. Никто не услышит (Ой-йо) 18. Давай вернёмся | CD6: Бригада С — 1998 год 1. Звезда микрорайона 2. Бродяга 3. Playboy 4. Сантехник 5. Я обожаю Jazz 6. Запретная зона 7. Человек в шляпе 8. Не ходите за нами 9. Оглянись 10. Розовый след на белой дороге 11. Скорый поезд придёт в 6 часов 12. Дорожная 13. Белый колпак 14. На перекрёстке Луны 15. Вальс Москва 16. Все это рок-н-ролл |

## Легенды русского рока — 4
| CD1: ДДТ — 1999 год 1. Рождённый в СССР 2. Счастливый день 3. Они играют жёсткий рок 4. Хиппаны 5. Я получил эту роль 6. Террорист 7. Революция 8. В последнюю осень 9. Ленинград 10. Чёрный пёс Петербург 11. Глазища 12. Ветер 13. Родина 14. Я зажёг в церквях все свечи 15. Агидель (Белая река) 16. Метель | CD2: АукцЫон — 1999 год 1. Птица 2. Сирота 3. Самолёт 4. Пионер 5. Ушла 6. Зима 7. Нэпман 8. Спи солдат 9. Жертвоприношение 10. Колдун 11. С днём рождения 12. Тоска 13. Вру 14. Глаза 15. Лети, лейтенант 16. Чудный вечер | CD3: Центр — 1999 год 1. Привет 2. Мальчик в теннисных туфлях 3. Смутное пятно неизвестно чего 4. Тургеневские женщины 5. Володя, потусторонний шофёр 6. Навсегда 7. Девушки любят лётчиков 8. Человек 9. Иметь 10. Фиолетовый дым 11. Жалобы 12. Стюардесса летних линий 13. Горизонтальные люди 14. Я все умею 15. Случай в метро 16. Бесполезная песня 17. Новая земля 18. Химическая зависимость 19. Алексеев |

| CD4: Ноль — 1999 год 1. Песня о безответной любви к родине 2. Человек и кошка 3. Лица 4. Море 5. Иду, курю 6. Северное буги 7. Сказка о колбасе 8. Песня о настоящем индейце 9. Доктор Хайдер 10. Московский вокзал 11. Танго 12. Полёт на луну 13. Инвалид нулевой группы 14. Школа жизни 15. Мажорище 16. Я проиграл 17. Блуждающий биоробот 18. Прости, что не верил | CD5: Динамик — 1999 год 1. 17 лет 2. Мячик 3. По-прежнему вдвоём (Капюшон) 4. Музыканты (В воскресный день) 5. Тоска 6. Почему мы пьём вино? 7. На пляже (Плещется волна) 8. Проявленные лица 9. Мама, я попал в беду 10. Ливень 11. Я возвращался домой 12. Делай физзарядку (39-й круг) 13. Кто не успел, тот опоздал 14. Спортлото | CD6: Ва-БанкЪ — 1999 год 1. Маршруты московские 2. Эльдорадо 3. Демонстрация 4. На даче 5. Девочка 6. Пьяная песня 7. Чёрное знамя 8. Зверь 9. Мне говорят (шизо) 10. Кухня 11. Одинокий танкист 12. Сказки 13. Кудрявая 14. Жизнь на колёсах 15. Кислое вино 16. Весна 17. Максималист 18. Летучая мышь 19. Пой песню 20. Выпей за меня! |

### Отзывы критиков
| Оценки критиков | Оценки критиков |
| Источник        | Оценка          |
| --------------- | --------------- |
| Живой звук      | [ 5 ]           |

Александр Кутинов из газеты «Живой звук» в рецензии четвёртой части серии написал: «В каждой компиляции есть определенная ущербность, ведь не сам же выбираешь, а чужой дядя; обязательно что-то важное за бортом останется! Но в данном случае перед дотошным слушателем не сборник, а трепетной рукой собранная бесценная коллекция, призванная напомнить блаженно тупеющему под бодрые ритмы техно индивиду об истинных ценностях. Пластинки длинные, песен на них много и фотоработы разных лет любовно разложены. Всё отмастерено-подчищено, слушай — не хочу».

## Легенды русского рока — 5
| CD1: Чёрный кофе — 2000 год 1. Владимирская Русь 2. Где-то в слезах 3. Ветер 4. Светлый образ 5. И только мы 6. Я так устал 7. Листья 8. Старый парк 9. Зимний портрет 10. Дьявол во плоти 11. Где ответ? 12. Леди осень 13. Ностальгия 14. Вольному — воля 15. Это — рок 16. Калифорния 17. Чёрный кофе 18. Пьяная луна 19. Кода | CD2: Урфин Джюс — 2000 год 1. Человек наподобие ветра 2. Последний день воды 3. Мышь 4. Чего это стоило мне 5. Актёр в черно-белой ленте 6. Лишняя деталь 7. Шумящий мир 8. Тупик 9. Автомобиль без управления 10. Соблюдай дистанцию 11. Размышления компьютера о любви 12. Пожиратель 13. Ночное воскресенье 14. Мегаломания 15. 451’F 16. Полный круг. 1975 | CD3: Браво — 2000 год 1. Открытие 2. Верю я 3. Жёлтые ботинки 4. Кошки 5. Старый отель 6. Розы 7. Чудесная страна 8. Король Оранжевое Лето 9. Добрый вечер, Москва 10. Джамайка 11. Чёрный кот 12. Вася 13. Стильный оранжевый галстук 14. Московский бит 15. Как жаль 16. Держись, пижон 17. Ленинградский рок-н-ролл 18. Дорога в облака 19. Замок из песка 20. Этот город 21. Это за окном рассвет 22. Ветер знает 23. Жар-птица 24. Серенада 2000 (Pop Mix) |

| CD4: Сергей Курёхин и Поп-механика — 2000 год 1. Тибетское танго 2. Стыпан да дывчина 3. Были дни 4. Солон и соловей 5. Не все 6. Ситуация с азиатским пролетариатом в Америке 7. Романс 8. Опера 9. Маршельеза 10. Три сестры 11. Последний вальс 12. Вива, Неаполь 13. Два капитана 2 (часть 4) 14. Два капитана 2 (часть 5) 15. Два капитана 2 (часть 6) 16. Комплекс невменяемости (часть 5) 17. Воробьиные поля навсегда | CD5: Неприкасаемые — 2000 год 1. Напои меня водой 2. Ольга 3. Города, где после дождя дымится асфальт 4. Эрегированный 5. Непокорённая вера 6. Право на выбор 7. Мой друг уехал… 8. Дороги под землю 9. За окошком месяц май 10. Хочет хоть кто-то 11. Эй, брат, здравствуй 12. Это был ангел | CD6: Секрет — 2000 год 1. Я люблю Буги-вуги 2. Твой папа был прав 3. Привет 4. Блюз бродячих собак 5. Ленинградское время 6. Беспечный ездок 7. Сидя на крыше 8. Дай мне 9. Песня гномов 10. Иди домой 11. Кончайте, папа 12. Странные дни 13. Убегай, крошка 14. Мажорный рок-н-ролл 15. Арина-балерина 16. Все «ОК» 17. Она не понимает 18. Твои шаги 19. Отказали тормоза 20. В жарких странах 21. Возьми меня |

## Легенды русского рока — 6
| CD1: Воскресение (Выпуск 2) — 2002 год 1. Радуюсь 2. Я тоже был 3. Научи меня жить 4. Посмотри, как я живу 5. Спешит моя радость 6. Городок 7. Снежная баба 8. Звон 9. Если желанья бегут, словно тени 10. Я знаю 11. На том берегу 12. Кому ты смотришь в спину 13. Светлая горница 14. Шанхай-блюз 15. Письма 16. До свидания, друг 17. Hotel California | CD2: СВ — 2001 год 1. Москва 2. Для песни задушевной 3. Вот и лето прошло 4. Дело дрянь 5. Соловей 6. Есть край такой 7. День продолжается 8. Роса 9. Первый шаг 10. Где-то в поле 11. В самолёте над Рыбинском 12. Осенний блюз 13. Я выдохся 14. Не торопясь упасть 15. Когда ты смотришь 16. Надежда, Любовь и Вера 17. Делай своё дело | CD3: Чиж & Co — 2001 год 1. Вечная молодость 2. Перекрёсток 3. Последние деньги 4. Хочу чаю 5. Такие дела 6. Нечего терять 7. Эрогенная зона 8. Идиллия 9. Пароль 10. Ехал всю ночь 11. Рождён, чтобы бежать 12. Подобно собаке 13. Глазами и душой 14. Сенсимилья 15. То измена, то засада 16. Фантом |

| CD4: Оптимальный вариант — 2001 год 1. Блюз рыжих волос 2. Налегке 3. Певчий дрозд 4. Порука 5. Архангельск 6. Повод качать 7. Участь 8. Ржавым серпом по пальцам 9. Эй, мельник! 10. Пчела (Блюз на абрикосовых косточках) 11. Быдло 12. Животное придёт 13. Разноглазый репей 14. Грейпфрут 15. Вальс (Ты приходишь как вальс) 16. Тверской бульвар 17. Улица яблочных лет 18. Что-то сбылось 19. Токи Фуко | CD5: Мастер — 2002 год 1. Берегись 2. Руки прочь! 3. Кто кого? 4. Щит и меч 5. Мастер 6. Палачи 7. Наплевать! 8. Мы не рабы? 9. Heroes 10. They Are Just Like Us 11. Пепел на ветру 12. Надоело 13. Бас соло 14. Здесь куют металл 15. Таран 16. Кресты 17. Места хватит всем | CD6: Гражданская оборона — 2001 год 1. Я выдуман напрочь 2. Я иллюзорен со всех сторон 3. На наших глазах 4. Игра в бисер 5. Детский мир 6. Тоталитаризм 7. Солнцеворот 8. Кого-то ещё 9. Мышеловка 10. Нечего терять 11. Мимикрия 12. Мама, мама 13. Некрофилия 14. Про дурачка 15. Психоделический камешек 16. Мёртвые 17. Слепите мне маску 18. Трамвай 19. Пой, революция! 20. Ненавижу красный цвет 21. Победа 22. Невыносимая лёгкость бытия 23. Забота у нас такая 24. Здравствуй, чёрный понедельник 25. Среди заражённого логикой мира |

## Легенды русского рока — 7
| CD1: Ария (Выпуск 2) — 2002 год 1. На службе силы зла 2. Раскачаем этот мир 3. Не хочешь — не верь мне 4. Беги за солнцем 5. Беспечный ангел 6. Ночь короче дня 7. Штиль (feat. U.D.O.) 8. 1100 9. Ангельская пыль 10. Отшельник 11. Баллада о древнерусском воине 12. Потерянный рай 13. Колизей | CD2: Вежливый отказ — 2002 год 1. Ракеты-кометы 2. Середина зимы 3. Голодная песня 4. В чужих озёрах сна… 5. Эй! 6. Встречное движение 7. Кантата гирьевых дел мастера 8. Пожар Москвы 1812 года 9. Вальс 10. Босса-нова 11. Город 12. Родной язык 13. Рок энд Ролль 14. Припадок 15. Шкаф 16. Писателю 17. Гражданская война. Отступление 18. Летаргический сон 19. Блюз | CD3: Инна Желанная — 2002 год 1. Через садик 2. Сероглазый 3. Из-под свет заря 4. Мак 5. Мама 6. Иван 7. Сестра 8. Дальше, дальше 9. До самого неба 10. Танцы теней 11. Только с тобой 12. Молчи 13. Зеркало 14. Легко блюз до-минор |

| CD4: Кино (Выпуск 2) — 2002 год 1. Весна 2. Видели ночь 3. Закрой за мной дверь 4. Камчатка 5. Восьмиклассница 6. Дождь для нас 7. Дерево 8. Дети проходных дворов 9. Кончится лето 10. Когда твоя девушка больна 11. Это не любовь 12. Саша 13. Игра 14. Безъядерная зона 15. Печаль 16. В наших глазах 17. Мама, мы все сошли с ума 18. Спокойная ночь 19. Кукушка 20. Малыш | CD5: Крематорий (Выпуск 2) — 2002 год 1. Бадихойли 2. Катманду 3. Убежище 4. Яд 5. Зебры 6. Дом «Голубые глаза» 7. 2001 год 8. Песня старого хиппи 9. Римский блюз 10. Смерти больше нет 11. Реанимационная машина 12. Шпалер 13. Три источника 14. Штраус 15. Реквием для всадника без головы 16. Ботаника 17. Мата Хари блюз 18. Себастия 19. Мистер Тайсон 20. Проклятая жизнь 21. Эпитафия | CD6: Телевизор — 2002 год 1. С вами говорит телевизор 2. Город 3. Шествие рыб 4. Отечество иллюзий 5. Дети уходят 6. Твой папа — фашист 7. Вера 8. Три-четыре гада 9. Дым-туман 10. Сыт по горло 11. На Желябова, 13 12. Нет денег 13. Звёздная 14. Люли-люли 15. Ты на пути в Чикаго 16. Путь к успеху 17. Укатала 18. Ада нет |

## Легенды русского рока — 8
| CD1: Э.С.Т. — 2003 год 1. Весёлый джокер 2. Катюша 3. 10 весёлых лет 4. Russian Vodka 5. Спокойной ночи, Брайтон-Бич 6. Пьяный без вина 7. Штыком коли 8. Игры зверей 9. Между небом и водой 10. Как мне быть 11. Бух-трах 12. Дикая и пьяная 13. Зачем (remix) 14. Оставайся собой 15. Светлый ангел 16. Кайф 17. Зло 18. Bully 19. We’ll Be Back | CD2: Анатолий Крупнов и Чёрный обелиск — 2003 год 1. Полночь 2. Апокалипсис 3. Стена 4. Аве, Цезарь 5. Меч 6. Пельменная 7. City’s On Fire 8. Война 9. Ещё один день 10. Убей их всех 11. Здесь и сейчас 12. Дом жёлтого сна 13. Кто мы теперь 14. Я остаюсь | CD3: Объект насмешек — 2003 год 1. Интро 2. Эпоха для нас 3. Жизнь настоящих ковбоев 4. Я люблю шокировать 5. Самоудовлетворение 6. Бляха-муха 7. Дождь 8. Комсомольский билет 9. Бей с правой 10. Неформальный рок-н-ролл 11. Юбер любер 12. На грани истерики 13. МК-ультра |

| CD4: Несчастный случай — 2003 год 1. Радио 2. Уголочек неба (ремейк) 3. Нет, ты понял 4. 16.45 (Без четверти пять) 5. Армагеддон 6. Ouh, Baby 7. Генералы (Не дают…) 8. Аркадий 9. Бумажный голубок 10. Я верю ей 11. Мальчик Андрюшка 12. Что ты имела 13. Простые радости земли 14. Mein Lieber Tanz 15. Всё-всё 16. Под зонтом 17. Со страху 18. Нет-нет 19. Генералы песчаных карьеров | CD5: Квартал — 2003 год 1. Южный крест 2. Там, на Таити 3. Садко 4. Сада-якко 5. Парамарибо 6. Остров белых птиц 7. Небесный рикша 8. Не забывай меня 9. На вершине холма 10. Моя любовь осталась в Амстердаме 11. Мокрый снег 12. Маша и медведь 13. Колибри 14. Жираф 15. Жёлтый герб 16. Всё земное стало странным 17. Мойдодыр | CD6: Константин Никольский — 2003 год 1. Один взгляд назад 2. Воскресенье 3. Облако 4. Музыкант 5. Я бреду по бездорожью 6. От любви к любви 7. Прошедший день 8. Мне только снится жизнь моя 9. Зеркало 10. Ночная птица 11. В моей душе осадок зла 12. Мои друг художник и поэт 13. Птицы белые мои 14. Когда поймешь умом… 15. Я сам из тех… |

## Легенды русского рока — 9
| CD1: АВИА — 2004 год 1. Я не люблю тебя 2. Ночью в карауле 3. Весенняя массовая 4. Голова 5. Чистые цвета 6. Раз-два — шире шаг! 7. Колыбельная 8. Деревенская 9. Пешеходная 10. Хуссейновка 11. Зимняя 12. Заяц пушистый (Самый лучший день в году) 13. Только бы не умереть (Хочется) 14. Урок русского языка (Часть 1 До свидания) | CD2: Альянс — 2004 год 1. Звуки на заре 2. Фальстарт 3. Мама, укрой 4. Смерти нет 5. День освобождения 6. Гражданские войны 7. В Петропавловске-Камчатском полночь 8. День вечного сна 9. Дайте огня! 10. Порабощённые трудом 11. Падение-взлёт 12. Вальс | CD3: ДДТ (Выпуск 2) — 2004 год 1. За 50 копеек 2. Компромисс 3. Памятник 4. Дорожная 5. Пост-интеллигент 6. Перестроище 7. Что такое осень 8. В это 9. Российское танго 10. Блок Rak’in Rоллоув 11. Далеко, далеко 12. Чёрно-белые танцы 13. Россияне 14. Рабочий квартал 15. Ларёк |

| CD4: НОМ — 2004 год 1. Поганый вальс 2. Карлик 3. Samba Hopkins 4. Хор затейников из кондукторского резерва 5. Нина 6. Чёрт Иваныч 7. Дедушкин табак 8. 7 % 9. Студенческая межзвёздная 10. Марш косморазведчиков 11. Озорные чудаки 12. Планета людей 13. Марш-мизантроп 14. Сенька-Мосгаз 15. Консервные банки 16. S-Hole 17. Гости 18. Хватит | CD5: Ночной проспект — 2004 год 1. Ох! 2. Цвета позолоченных лет 3. Борьба за существование 4. Тебя с нами нет 5. Я хочу быть как ты 6. Радиоприёмник 7. Мишень для острот 8. Quizz Kid 9. Рисунки 10. Голос 11. Кислоты 12. Сложноконь 13. Я немного устал 14. Запах 15. Наденем пилотки 16. Play Snooker | CD6: Пикник — 2004 год 1. Ночь 2. Великан 3. А учили меня летать 4. Иероглиф 5. Интересно 6. Там, на самом краю земли 7. Немного огня 8. Лишь влюблённому вампиру 9. Упругие их имена 10. Глаза очерчены углём 11. Фиолетово-чёрный 12. Египтянин 13. Серебра! 14. Говорит и показывает 15. Я почти итальянец 16. Не кончается пытка 17. Королевство кривых |

## Другие выпуски
| Коррозия Металла 1. Нихт капутен, нихт капитулирен 2. СПИД 3. Садизм 4. Моторокер 5. Ритуал сожжения трупов 6. Чёрный террор 7. Фантом 8. Съешь живьём 9. Танк вампира 10. Задержите поезд 11. Доктор Франкенштейн 12. Слишком поздно 13. Делай, что хочется 14. Катастрофа 15. Рэп — это кал 16. Он не любил учителей 17. Russian Vodka 18. Люцифер 19. Дьявол здесь | Монгол Шуудан 1. Галя 2. Гастроли 3. Тамада 4. Водка без пива 5. Продразвёрстка 6. На белом коне 7. Матросик 8. Балалайка 9. Махно 10. Что-то сталося со мной 11. Дальняя дорога 12. Судьба 13. А пуля точно знает 14. Вы жертвою пали 15. Света 16. Лесник 17. Пение ветра 18. Не моя забота 19. Дед Мороз 20. Москва | БГ 1. Там, где взойдет луна 2. Некоторые женятся (а некоторые — так) 3. Гарсон № 2 4. Фикус 5. Болота Невы 6. Хилый закос под любовь 7. Капитан Белый снег 8. Сарданапал 9. Орёл, телец и лев 10. Ангел всенародного похмелья 11. То, что я должен сказать 12. Сонет 13. Моя альтернатива 14. Среди миров 15. Предчувствие гражданской войны 16. Боже, храни полярников 17. Золото на голубом 18. Русская сюита 19. Зачем 20. Полукровка 21. Разве можно от женщины… 22. По дороге в Дамаск 23. Моей звезде 24. С той стороны зеркального стекла 25. 25 к 10 26. К друзьям |

| Бахыт-Компот 1. Вступление 2. Девушка по имени Бибигуль 3. Пионервожатая 4. Лола 5. Эльмира 6. Татуировочка 7. Бухгалтер Иванов 8. Страж любви 9. Романс 10. Чесотка 11. Мы не пойдём в кино 12. Курящая мать 13. Эротоман 14. Искусственная женщина 15. Теннисный корт 16. Розовый жилет 17. Консервная банка 18. Замороженные сиськи 19. Феличита 20. Атомная бомба | Альфа 1. Расклейщик афиш 2. Гуляка 3. Театр 4. Шторм 5. Ворон 6. Я стал таким невзрачным 7. Зеркало-река 8. Я сделан из такого вещества 9. Жить не могу без тебя 10. Я сегодня никому не нужен 11. Чудо-тройка 12. Звезды нам светят 13. Лидер 14. Теплый ветер 15. Молитва 16. Одинокий 17. Поиск | Тёплая Трасса 1. Начало 2. Все, что не допето 3. Боевой пионерский отряд 4. До свидания 5. Падает Башня 6. Товарищ Вечность 7. У кремлёвской стены 8. Слезы капали 9. Этот мир 10. Моя анархия 11. Брезгливое небо 12. Про судьбу 13. Мертвый мир 14. Последние времена 15. Парус 16. Непрерывный суицид 17. Анархия неба 18. Город 19. Коридор 20. Движение 21. Игрушки 22. Зачем человеку крылья |

| ДК 1. Вот так вота! 2. Шишкин-блюз 3. Одеколон 4. Заберите вашу жизнь 5. Песня для друга 6. Шизгара 7. Новый поворот 8. Вся жизнь впереди 9. Бабы нам не надо 10. Мои клеша 11. А вот получим мы диплом 12. Вешние воды 13. Я люблю тебя жизнь 14. Крюня 15. Варшавянка 16. Наш паровоз 17. Чёрная ленточка 18. Под русскими штыками 19. Летка-енька 20. Один и тот же сон 21. Миссис Розенблюм 22. Милая тетя 23. Ленинское слово вдохновляет | Бригадный подряд 1. Трезвость 2. Кошечка 3. Режь серп, бей молот 4. Общепит 5. Идиот 6. Долой гопоту 7. Каждый человек 8. Партсъезд 9. Товарищи — Наркоманка 10. Органы 11. Соловьи 12. Милое дело 13. Кировский завод 14. Интердевочка 15. Вино по 1.60 16. Розовая вода 17. Гори, мой костер 18. Жизнь 19. Нервы 20. Школьное любовище 21. Чойбалсан 22. Иван Факов 23. Б. Г. С. 24. Работа 25. Попса | Гражданская оборона (Выпуск 2) 1. Зоопарк 2. Поганая молодёжь 3. Он увидел солнце 4. В стену головой 5. Мы — лёд под ногами майора 6. Перемена погоды 7. Суицид 8. Всё идёт по плану 9. Система 10. Общество «Память» 11. Харакири 12. Солдатами не рождаются 13. Так закалялась сталь 14. Кто сдохнет первым 15. Моя оборона 16. Непонятная песенка 17. Красный смех 18. Отряд не заметил потери бойца 19. Прыг-скок 20. Поздно 21. Родина 22. Белые солдаты 23. Вселенская большая любовь 24. Коса цивилизаций 25. Реанимация |

| Мост 1. Я живой 2. Гладиатор 3. Прости её 4. Мёртвый полигон 5. Шапито 6. На старт 7. Алхимик 8. Рок 9. Чёрный ворон |

## Легенды русского рока. The Best
| CD1: 1. Кино — Звезда по имени Солнце 2. Крематорий — Павлик морозов 3. ДДТ — Я получил эту роль 4. Агата Кристи — Как на войне 5. Воскресение — Кто виноват 6. Калинов мост — Девочка летом 7. Александр Градский — Песня о друге 8. Ноль — Иду, курю 9. Динамик — Мячик 10. Карнавал — Мона Лиза 11. Бригада С — Playboy 12. Звуки Му — Серый голубь 13. Круиз — Крутится волчок 14. Настя — Танец на цыпочках 15. Александр Башлачёв — Время колокольчиков 16. Центр — Привет | CD2: 1. Воскресение — По дороге разочарований 2. Наутилус Помпилиус — Я хочу быть с тобой 3. ЧайФ — Не спеши 4. Ария — Воля и разум 5. Кино — Группа крови 6. Алиса — Все это Rock’n’Roll 7. ДДТ — Родина 8. Неприкасаемые — Напои меня водой 9. Аквариум — Поезд в огне 10. АукцЫон — Птица 11. Зоопарк — Мажорный рок-н-ролл 12. Секрет — Ленинградское время 13. Браво — Старый отель 14. Сергей Курехин — Тибетское танго 15. Урфин Джюс — Человек наподобие ветра 16. Ва-Банкъ — Маршруты московские | CD3: 1. Ария — Колизей 2. Коррозия металла — Фантом 3. Чёрный кофе — Леди Осень 4. Кипелов — Вавилон 5. Мастер — Кресты 6. Алиса — Паскуда 7. Эпидемия — Романс о слезе 8. E.S.T. — Катюша 9. Легион — Мой сон 10. Ария — Возьми мое сердце 11. Hellraiser — Потерянный рай 12. Круиз — Безумцы 13. Крюгер — Там за морем 14. Чёрный обелиск — Я остаюсь |

| CD4: 1. Кино — В наших глазах 2. ДДТ — Ленинград 3. Ноль — Человек и кошка 4. Монгол Шуудан — Москва 5. Альфа — Гуляка 6. Альянс — Звуки на заре 7. Вежливый отказ — Гражданская война 8. Телевизор — Пустой 9. Чиж — Перекрёсток 10. Бахыт-Компот — Девушка по имени Бибигуль 11. Динамик — Я возвращался домой 12. АукцЫон — Глаза 13. Объект насмешек — Бляха-муха 14. Крематорий — Маленькая девочка | CD5: 1. Кипелов — Я свободен 2. Бригада С — Дорожная 3. Секрет — Привет 4. СВ — Есть такой край 5. Браво — Дорога в облака 6. Настя — Ветер 7. Квартал — Парамарибо 8. Несчастный случай — Генералы песчаных карьеров 9. Аквариум — Древнерусская тоска 10. Крематорий — Мусорный ветер 11. Александр Градский — Южная прощальная 12. Константин Никольский — Музыкант 13. Чиж — То измена, то засада 14. Оптимальный вариант — Блюз рыжих волос | CD6: 1. Кино — Хочу перемен 2. Крематорий — Таня 3. Инна Желанная — Дальше, дальше 4. Константин Никольский — Ночная птица 5. ДДТ — В последнюю осень 6. Неприкасаемые — Белый колпак 7. АукцЫон — Самолёт 8. Ва-Банкъ — Эльдорадо 9. Воскресение — Спешит моя радость 10. Аквариум — Старик Козлодоев 11. Зоопарк — Дрянь 12. Несчастный случай — Радио 13. Карнавал — Спасательный круг 14. Звуки Му — Новосёлы 15. АВИА — Я не люблю тебя |